# Stavrí (Laconie)
Stavrí (en grec moderne : Σταυρί) est un village du dème du Magne-Oriental, dans le district régional de Laconie, en Grèce.
Le village a été restauré à la fin des années 2010 avec la réhabilitation des maisons-tours en résidence hotellière et gites.

## Géographie
Stavrí appartient à la communauté locale de Koúnos au sud-ouest du Magne entre Areópoli et Geroliménas.

## Monuments
Le village compte de nombreuses maisons tours dont la plupart ont été restaurées et transformées en gîte touristique. Les deux églises du village (Ágios-Nikólaos et Saint-Charálambos) ont été aussi restaurées.

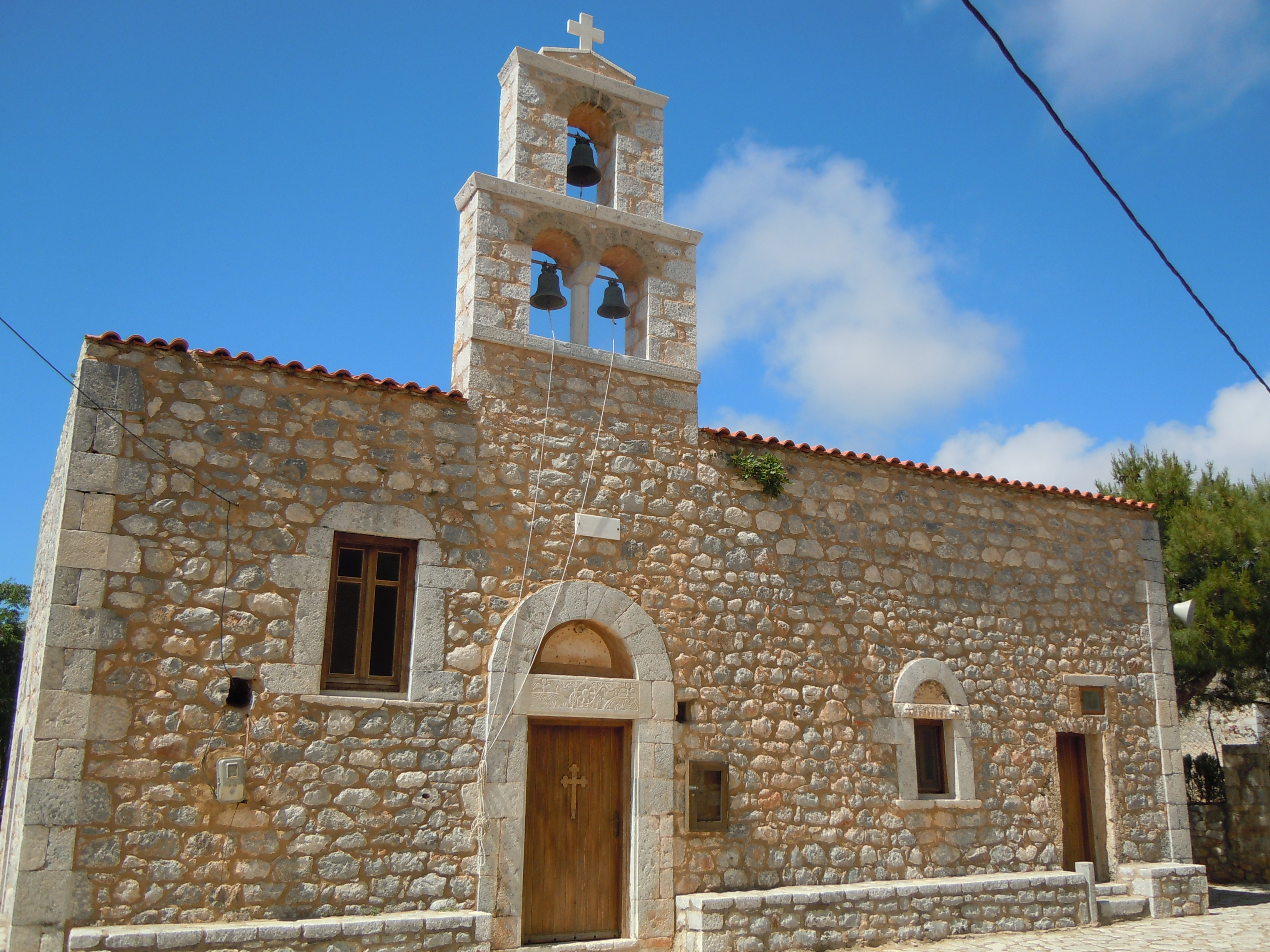
Église Ágios Nikólaos